# Ганнинське

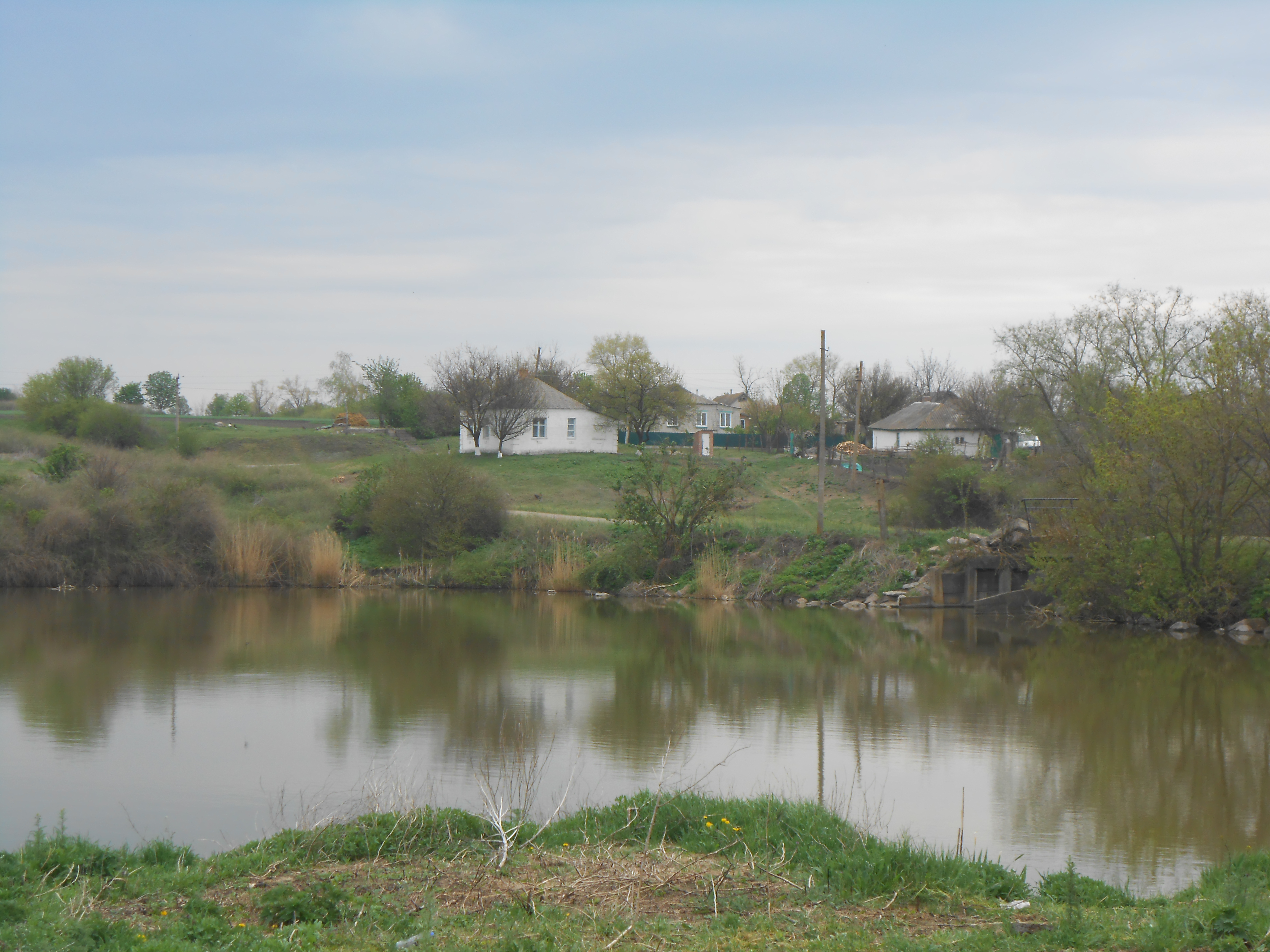
Беріг річки Коноплянки

Га́ннинське — село в Україні, у Кропивницькому районі Кіровоградської області.
Населення становить 265 осіб. Входить до складу Соколівської сільської громади.
В селі бере початок річка Коноплянка.

## Історія
1859 року у власницькому селі Ганнинське (Стогове, Божеданівка) Єлисаветградського повіту Херсонської губернії, мешкало 232 особи (117 чоловічої статі та 115 — жіночої), налічувалось 40 дворових господарства, існувала православна церква.
Станом на 1886 рік у колишньому власницькому селі Ганнинське (Стогове, Божеданівка), центрі Ганнинської волості, мешкало 262 особи, налічувалось 37 дворових господарств, існувала православна церква.
За даними 1894 року у селі Ганнинське (Стогівка) мешкало 416 осіб (209 чоловічої статі та 207 — жіночої), налічувалось 69 дворових господарства, існували православна церква, церковно-парафіяльна школа на 33 учні (30 хлопчиків й 3 дівчаток), земська поштова станція.

## Населення
Згідно з переписом УРСР 1989 року чисельність наявного населення села становила 253 особи, з яких 107 чоловіків та 146 жінок.
За переписом населення України 2001 року в селі мешкало 265 осіб.

### Мова
Розподіл населення за рідною мовою за даними перепису 2001 року:
| Мова       | Відсоток |
| ---------- | -------- |
| українська | 94,34 %  |
| молдовська | 3,40 %   |
| російська  | 2,26 %   |

## Відомі особи
У селі народився художник Віктор Вадимович Перепічай (1944— 2020).